# Рудольф Ліпф
Рудольф Ліпф (нім. Rudolph Lipf; 6 червня 1887, Мюнхен — 20 березня 1974, Мюнхен) — німецький військовий медик, доктор медичних наук, генерал-майор медичної служби вермахту (1 липня 1942). Кавалер Німецького хреста в сріблі.

## Біографія
Учасник Першої світової війни. Після демобілізації армії продовжив службу в рейхсвері. В 1932 році призначений в медичний ескадрон «Мюнхен» 7-го медичного батальйону. З 1 квітня 1938 року — дивізійний медик 2-ї гірської дивізії, одночасно з 1938 по 26 серпня 1939 року — командир 42-го гірського медичного батальйону. З 30 червня 1940 року — корпусний медик гірського корпусу «Норвегія», з 10 листопада 1942 року — 19-го гірського корпусу. З 5 грудня 1942 року — армійський медик 16-ї армії, з 1 вересня 1944 року — вищого армійського командування «Норвегія», з 18 грудня 1944 року — 20-ї гірської армії. 8 травня 1945 року взятий в полон. В 1947 році звільнений.

## Нагороди
- Залізний хрест 2-го і 1-го класу
- Орден «За заслуги» (Баварія) 4-го класу з мечами
- Нагрудний знак «За поранення» в сріблі
- Почесний хрест ветерана війни з мечами
- Медаль «За вислугу років у Вермахті» 4-го, 3-го, 2-го і 1-го класу (25 років)
- Пам'ятна військова медаль (Австрія)
- Пам'ятна військова медаль (Угорщина) з мечами
- Медаль за участь у Європейській війні (1915—1918) (Болгарія)
- Почесний знак Німецького Червоного Хреста 2-го класу (20 квітня 1939)
- Медаль «У пам'ять 1 жовтня 1938» (10 серпня 1939)
- Медаль «У пам'ять 13 березня 1938 року» (25 серпня 1939)
- Застібка до Залізного хреста 2-го і 1-го (12 червня 1940) класу
- Медаль «За зимову кампанію на Сході 1941/42» (1 листопада 1942)
- Хрест Воєнних заслуг 2-го (1 вересня 1943) і 1-го класу з мечами
- Орден Хреста Свободи 1-го класу з мечами (Фінляндія) (19 січня 1944)
- Німецький хрест в сріблі (22 жовтня 1944)
- Лапландський щит (1 липня 1945)